# 伊瓦拉縣

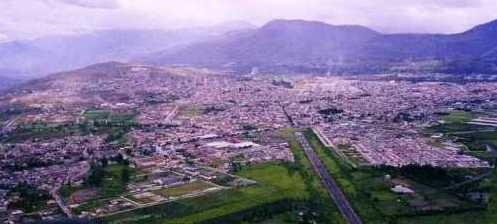

0°21′46″N 78°7′50″W / 0.36278°N 78.13056°W
伊瓦拉縣（西班牙語：Cantón Ibarra），是厄瓜多爾的縣份，位於該國北部，由因巴布拉省負責管轄，首府設於伊瓦拉，面積1,093平方公里，2001年普查人口總數為153,256人，人口密度每平方公里140.22人。